# Pierre Darmon
Pierre Darmon (ur. 14 stycznia 1934 w Tunisie) – francuski tenisista, reprezentant kraju w Pucharze Davisa.

## Kariera tenisowa
Startując w French Championships (obecnie French Open) Darmon w 1963 roku osiągnął finał w grze pojedynczej, ponosząc porażkę z Royem Emersonem.
W 1963 roku Darmon awansował do finału na Wimbledonie, a dokonał tego z Jeanem-Claude’em Barclayem.
W latach 1956–1967 reprezentował Francję w Pucharze Davisa. Rozegrał w zawodach łącznie 68 meczów, z których w 47 wygrał.
Po zakończeniu kariery tenisowej, między 1969 a 1978 rokiem, był dyrektorem French Open.

### Finały w turniejach wielkoszlemowych

#### Gra pojedyncza (0–1)
| Końcowy wynik | Nr | Data | Turniej                     | Nawierzchnia | Przeciwnik  | Wynik finału       |
| ------------- | -- | ---- | --------------------------- | ------------ | ----------- | ------------------ |
| Finalista     | 1. | 1963 | French Championships, Paryż | Ceglana      | Roy Emerson | 6:3, 1:6, 4:6, 4:6 |

#### Gra podwójna (0–1)
| Końcowy wynik | Nr | Data | Turniej           | Nawierzchnia | Partner             | Przeciwnicy                  | Wynik finału       |
| ------------- | -- | ---- | ----------------- | ------------ | ------------------- | ---------------------------- | ------------------ |
| Finalista     | 1. | 1963 | Wimbledon, Londyn | Trawiasta    | Jean-Claude Barclay | Antonio Palafox Rafael Osuna | 6:4, 2:6, 2:6, 2:6 |